# Гризманн, Антуан
Антуа́н Гризма́нн (фр. Antoine Griezmann, французское произношение: [ɑ̃twan ɡʁijɛzman]; род. 21 марта 1991[…], Макон) — французский футболист, нападающий и полузащитник клуба «Атлетико Мадрид». С 2014 по 2024 год выступал за сборную Франции, в составе национальной сборной — чемпион мира 2018, серебряный призёр чемпионата Европы 2016 и чемпионата мира 2022, бронзовый призёр чемпионата Европы 2024. Признавался лучшим игроком Евро-2016. Лучший бомбардир в истории «Атлетико Мадрид».

## Ранние годы
Гризманн родился в городе Макон департамента Сона и Луара. Происхождение — немецко-португальское. Предки отца родом из города Мюнстер (Дибург) в земле Гессен в Германии (отсюда немецкая фамилия), мать Гризманна по национальности португалка. Её отец, Амаро Лопеш, был футболистом в команде «Пасуш де Феррейра». Свою футбольную карьеру Антуан Гризманн, как и его отец, Ален Гризманн, начал в родном городе. Однако выступление в провинциальной команде не сулило больших перспектив для игрока, поэтому отец возил своего сына на просмотры в более известные коллективы. Но Антуан, обладающий скромными антропометрическими данными и подверженный частым болезням, получал отказ во всех молодёжных академиях.
Лишь в 14 лет он получил шанс показать себя широкой публике. В 2005 году Гризманн находился на просмотре в клубе «Монпелье», во время которого принял участие в товарищеском матче против молодёжной команды «Пари Сен-Жермен». Продемонстрированной игрой футболист заинтересовал скаутов клуба «Реал Сосьедад». Гризманн был приглашён на недельный просмотр в Сан-Себастьян, однако в итоге он находился на просмотре в «Сосьедаде» в течение двух недель, после чего его решили на постоянной основе взять в академию.

## Клубная карьера

### «Реал Сосьедад»
По прибытии в Сан-Себастьян Гризманн поселился у скаута клуба, Эрика Олатса. Гризманн посещал школу в Байонне, а по вечерам тренировался в штаб-квартире клуба в Сан-Себастьяне. Ему потребовалось время, чтобы пробиться в первую команду баскского «Реала». Спустя четыре года после зачисления в академию Гризманн был впервые привлечён к играм первого состава, когда тренер Мартин Ласарте вызвал его на предсезонную подготовку основной команды к сезону 2009/10 года. В четырёх товарищеских встречах француз забил пять мячей, что предопределило его дальнейшую судьбу. Из-за потери основных футболистов, позиция на левом фланге полузащиты оказалась вакантной. Гризманн получил свой шанс и сполна им воспользовался.

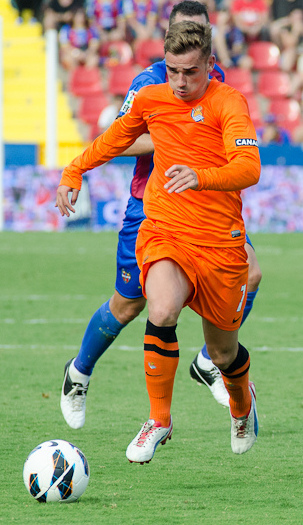
Гризманн в составе «Реал Сосьедада»

2 сентября 2009 года Гризманн дебютировал в матче Кубка Короля против «Райо Вальекано», выйдя на замену на 77-й минуте, но команда проиграла со счётом 2:0. Четыре дня спустя он дебютировал в чемпионате, выйдя на замену против «Реала Мурсия». 27 сентября в игре против «Уэски» (2:0) он впервые вышел в стартовом составе, а также забил свой первый гол на профессиональном уровне. Вплоть до конца сезона Гризманн стабильно появлялся в составе команды, в сумме он провёл 39 матчей в национальном чемпионате, в которых отметился шестью забитыми мячами. «Реал Сосьедад» по итогам сезона выиграл Сегунду и вышел в Ла Лигу на сезон 2010/11 года.
8 апреля 2010 года Гризманн подписал свой первый профессиональный контракт, он был рассчитан до 2015 года и имел пункт о возможности выкупа игрока за сумму в размере 30 миллионов евро. До подписания контракта к Гризманну проявляли значительный интерес клубы Лиги 1 — «Лион», «Сент-Этьен» и «Осер». Гризманн дебютировал в первом дивизионе Испании 29 августа 2010 года, в первом матче сезона. В послематчевом интервью он описал это событие как «исполнение своей детской мечты».
В первом матче команды после сентябрьского перерыва между сборными Гризманн ассистировал Раулю Тамудо, чем помог сравнять счёт в матче с мадридским «Реалом», но в конечном итоге «сливочные» всё же одержали победу. 25 октября Гризманн забил свой первый гол в лиге, это произошло в победном матче против «Депортиво». Он отпраздновал гол, сев за руль спонсорского автомобиля, припаркованного рядом с полем. Всего в дебютном сезоне 2010/11 года высшего дивизиона Испании Гризманн провёл 37 матчей, забив семь голов. В сезоне 2011/12 года он поучаствовал во всех 38 матчах команды во всех турнирах и забил восемь мячей.
В сезоне 2012/13 года Гризманн забил 11 мячей в 35 матчах во всех турнирах. В финальном матче сезона он забил единственный гол в матче против «Депортиво», обеспечив команде выход в Лигу чемпионов УЕФА впервые с сезона 2003/04 года. В начале следующего сезона Гризманн забил гол против «Лиона», что помогло «Сосьедаду» пройти квалификацию в групповой этап Лиги чемпионов, так как баскский клуб победил 4:0 по сумме двух матчей. В сезоне 2013/14 года стал одним из лидеров команды. В матче с «Эльче» юный француз сделал хет-трик, тем самым доведя количество своих голов в том розыгрыше Ла Лиги до 14. Благодаря этому Гризманн вышел на третью строчку в списке бомбардиров высшей лиги Испании, уступая только Криштиану Роналду из мадридского «Реала» и Диего Косте из «Атлетико», у которых было по 22 и 19 мячей соответственно. При этом Гризманн, в отличие от них, выступал в полузащите, а не в нападении. В июле 2014 года Гризманн отклонил предложение своего клуба о продлении контракта, рассчитывая перейти в другую команду, которая смогла бы активировать опцию выкупа его контракта.

### «Атлетико Мадрид»

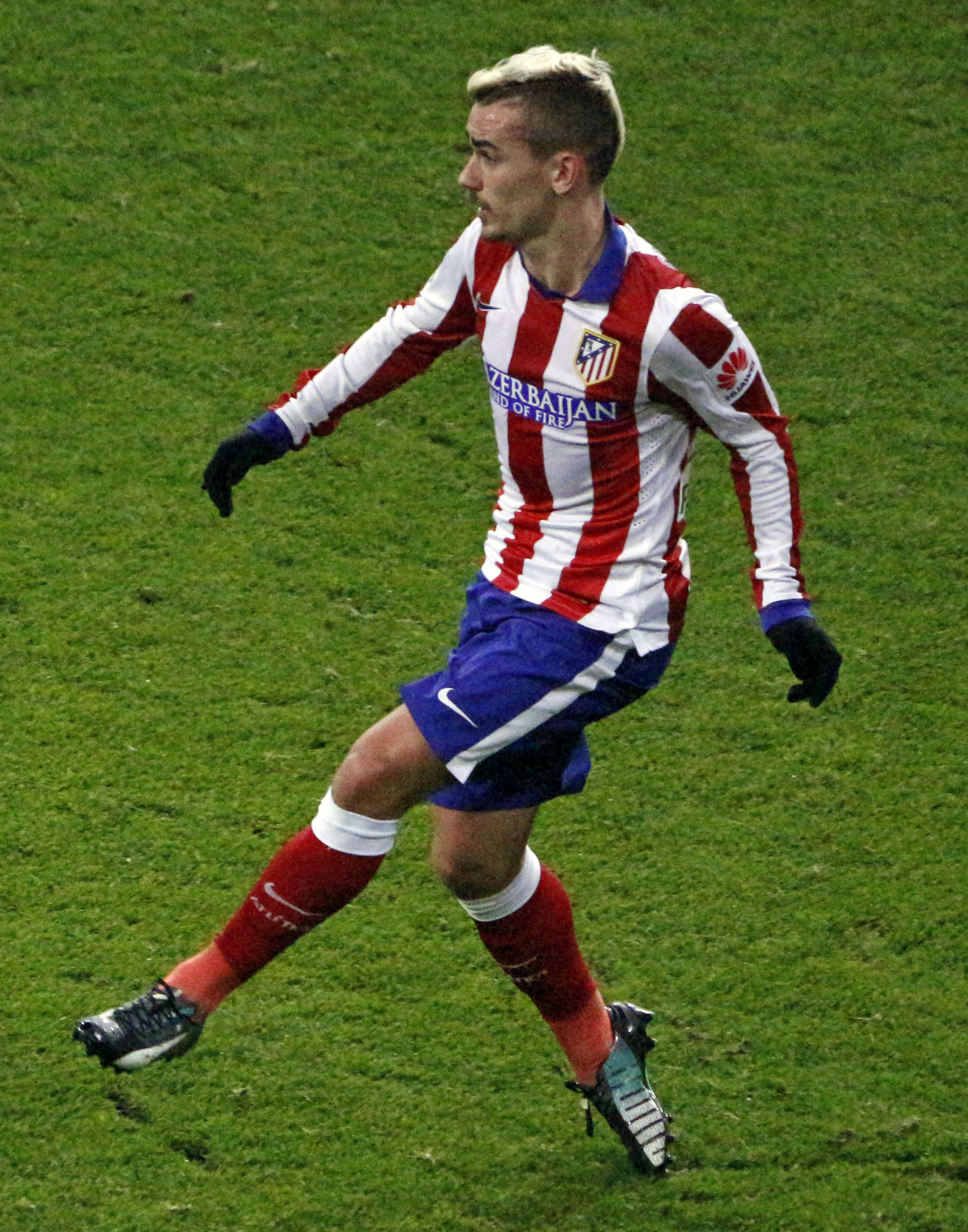
Гризманн в составе «Атлетико»

28 июля 2014 года официальный сайт «Атлетико Мадрид» сообщил о договорённости в отношении трансфера Антуана Гризманна. Сумма трансфера, предположительно, составила 30 млн евро. В тот же день Гризманн прошёл медицинское обследование и 29 июля подписал шестилетний контракт. Он дебютировал в составе «Атлетико» в первом матче за Суперкубок Испании 2014 19 августа, который завершился ничьей 1:1 на выезде с мадридским «Реалом». Гризманн вышел на поле на 57-й минуте, заменив Сауля. 1 ноября 2014 года он сделал свой первый дубль за клуб в чемпионате Испании, отличившись в матче против «Кордовы». В «Атлетико», в отличие от «Сосьедада», Гризманн стал играть на более атакующей позиции, образовав с Марио Манджукичем ударный дуэт. С первых же матчей французу удалось стать лидером команды и одним из самых результативных игроков — он регулярно отмечался забитыми мячами и голевыми передачами. 21 декабря 2014 года Гризманн сделал свой первый хет-трик в Ла Лиге за «Атлетико», тогда его команда одержала победу над «Атлетик Бильбао» со счётом 4:1. В январе 2015 года Гризманн был признан лучшим игроком месяца в Ла Лиге.
7 апреля 2015 года Гризманн забил гол в игре против своего бывшего клуба — «Реал Сосьедада»; из уважения к своему бывшему клубу француз не стал полноценно праздновать забитый мяч. Две недели спустя он сделал дубль в игре против «Эльче», благодаря этому Гризманн довёл счёт забитых мячей в рамках Ла Лиги до 22, обогнав Карима Бензема по этому показателю. С этим результатом Антуан и завершил тот сезон, ему удалось забить 22 гола за 37 игр. Он стал единственным игроком «Атлетико» попавшим в символическую сборную года от LFP Awards.
В следующем сезоне Гризманн вновь стал лучшим бомбардиром своей команды и помог ей дойти до финала Лиги чемпионов, именно благодаря его голам «Атлетико» сумел по ходу турнира обыграть «Барселону» и «Баварию». В финале соперником «матрасников» стал мадридский «Реал», в этом матче Гризманн не сумел реализовать пенальти, а победа в итоге досталась «сливочным», которые оказались сильнее в послематчевой серии пенальти (в ней свой удар Гризманн реализовал). Заслуги француза по итогам сезона (включая удачное выступление на Евро-2016) были оценены по достоинству, он стал претендентом на получение награды «Золотой мяч», однако приз в итоге получил Криштиану Роналду. 23 июня 2016 года Гризманн подписал новый контракт с «Атлетико» до 2021 года. 22 апреля 2017 года он забил единственный гол своей команды в поединке с «Эспаньолом», став вторым французом после Карима Бензема, который забивал 100 голов в Ла Лиге (в 247 играх).
Летом 2017 года Гризманн был близок к переходу в английский «Манчестер Юнайтед», однако узнав, что «Атлетико Мадрид» получил временный запрет на трансферы, он выразил желание остаться в мадридской команде. Он подписал новый контракт с клубом, по которому сумма отступных была увеличена до 100 млн евро. 19 августа 2017 года в матче с «Жироной» Гризманн получил свою первую красную карточку в карьере. В феврале 2018 года он вновь был признан игроком месяца Ла Лиги. За этот период он забил восемь голов и отдал две голевые передачи, семь из его мячей были забиты за четыре дня (хет-трик против «Севильи» и покер против «Леганеса»). Первый гол против «Леганеса» стал его сотым голом за «Атлетико». Гризманн стал лишь третьим игроком в XXI веке, забившим 100 голов в составе «матрасников», после Серхио Агуэро и Фернандо Торреса. В первом матче полуфинала Лиги Европы УЕФА 2017/18 года против «Арсенала» Гризманн отличился забитым мячом, также он отдал голевую передачу на Диего Косту в ответной встрече, что способствовало победе «Атлетико» с общим счётом 2:1 и следовавшему за этим выходу в финал турнира. В самом финале с «Марселем» Гризманн сделал дубль, чем помог своей команде одержать победу со счётом 3:0 и завоевать трофей. Гризманн был признан лучшим игроком того финала.

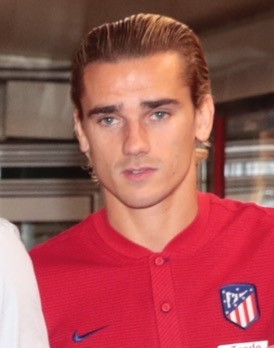
Гризманн в 2017 году

В августе 2018 года, после того, как «матрасников» покинул капитан команды Габи, Гризманн стал одним из вице-капитанов «Атлетико». 15 августа Гризманн вышел в стартовом составе в матче за Суперкубок УЕФА, в нём «Атлетико» одержал победу в дополнительное время со счётом 4:2 над мадридским «Реалом». 15 декабря 2018 года Гризманн сыграл свой 300-й матч в Ла Лиге. На следующей неделе в матче с «Эспаньолом» он забил свой 200-й гол в карьере. 10 февраля 2019 года Гризманн забил в матче мадридского дерби против «Реала», что позволило ему сравняться с результатом Фернандо Торреса по голам за мадридский клуб, который он побил уже на следующей неделе. 14 мая 2019 года Гризманн объявил, что покидает «Атлетико Мадрид». Он занимает пятое место в списке лучших бомбардиров за всю историю мадридского клуба и первое место в XXI веке. На счету французского нападающего 133 гола за «Атлетико».

### «Барселона»
12 июля 2019 года футболист перешёл в «Барселону», в этот день о трансфере было объявлено официально. Переход футболиста состоялся после выплаты клаузулы (безоговорочного выкупа по максимальной стоимости) в размере 120 млн евро. Позже в тот же день «Атлетико Мадрид» оспорил совершённую сделку «Барселоны» по подписанию игрока, заявив, что выплаченная сумма должна была составлять 200 млн евро. Именно эта сумма была активна в контракте игрока до 1 июля, и представители «Атлетико» заявили, что «Барселона» начала переговоры с игроком раньше этой даты. 14 июля Гризманн был представлен в качестве игрока «сине-гранатовых» на стадионе «Камп Ноу» и получил футболку под номером 17. Впервые в составе нового клуба футболист появился в матче предсезонного неофициального турнира против «Челси» в Японии. В тот же день некоторые фанаты «Атлетико» испортили мемориальную доску Гризманна возле стадиона «Ванда Метрополитано». Бывший клуб француза подал официальную жалобу руководству Ла Лиги, однако в конечном итоге трансфер был оставлен в силе. Гризманн дебютировал за «Барселону» в официальном матче 16 августа 2019 года в игре с «Атлетиком Бильбао». Первые голы за новый клуб он забил 25 августа 2019 года, отметившись дублем в ворота «Реал Бетиса». 27 ноября 2019 года, выйдя на замену травмированного Усмана Дембеле, с передачи Лионеля Месси он забил свой первый гол в Лиге чемпионов за «Барселону», это произошло в матче с дортмундской «Боруссией». В игре за Суперкубок Испании против своего бывшего клуба, «Атлетико Мадрид», Гризманн забил гол, однако «сине-гранатовым» не удалось удержать победу. Гризманн стал первым игроком в составе «Барселоны», забившим гол за эту команду во всех крупных соревнованиях, когда оформил дубль в Кубке Испании против «Ивисы». 25 февраля 2020 года Гризманн сравнял счёт в 1/8 финала Лиги чемпионов против «Наполи», став первым игроком «Барселоны», кроме Месси, забившим гол в игре плей-офф Лиге чемпионов на выезде с 2015 года.
Начало второго сезона в клубе для Гризманна, как и для всей «Барселоны», получилось сложным. 1 ноября 2020 года он забил свой первый гол в сезоне 2020/21 года в выездной ничьей 1:1 против «Алавеса». 17 января 2021 года Гризманн сделал дубль в ворота «Атлетика Бильбао» в финале Суперкубка Испании 2021 года, но баскский клуб всё же смог одержать победу по итогу дополнительного времени. 3 февраля Гризманн забил два гола и отдал две голевые передачи в четвертьфинале Кубка Испании против «Гранады». «Сине-гранатовые» проигрывали 0:2 к 88-й минуте, но сумели отыграться, тем самым пройдя в полуфинал. «Барселона» проиграла первый полуфинальный матч с «Севильей» со счётом 0:2; в ответном матче Гризманн вышел на замену и ассистировал Жерару Пике на 94-й минуте, благодаря чему игра была переведена в дополнительное время, где каталонский клуб обеспечил себе выход в финал Кубка Испании, обыграв соперника с общим счётом 3:2. В финале этого турнира соперником «Барселоны» выступил «Атлетик Бильбао», Гризманн забил один из голов, а сам матч завершился со счётом 4:0. Тем самым француз выиграл свой первый трофей в составе «Барселоны».
Антуан Гризманн сыграл 102 матча в составе «Барселоны», в которых отметился 35 голами.

### Возвращение в «Атлетико Мадрид»
31 августа 2021 года официальный сайт «матрасников» объявил о возвращении Антуана в «Атлетико» на условиях годичной аренды за 10 млн евро, с опцией полноценного выкупа за 40 млн евро. «Атлетико Мадрид» имеет право продлить аренду ещё на один сезон и опцией обязательного выкупа. Гризманн помог команде выйти в 1/8 финала Лиги чемпионов, забив пять мячей в пяти матчах группового этапа. 10 октября 2022 «Атлетико» объявил о выкупе прав на Гризманна у «Барселоны» и подписал с ним контракт до лета 2026 года. После возвращения в сезоне 2021/22 Гризманн забил восемь мячей.

## Карьера в сборной

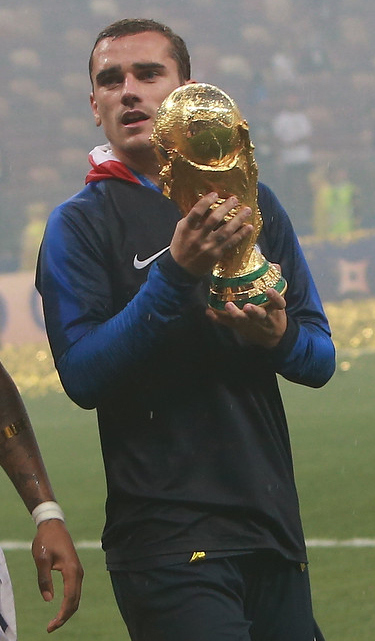
Антуан с Кубком мира после победы сборной Франции на чемпионате мира 2018 года

Из-за игры в Испании Гризманн долгое время оставался вне поля зрения тренеров молодёжной сборной Франции. 23 февраля 2010 года он был включён в состав сборной Франции до 19 лет, чтобы сыграть в двух товарищеских матчах против Украины. Вызов в национальную команду он получил лишь в феврале 2010 года. Дебют вышел успешным: в матче с Украиной Антуан забил победный гол на 88-й минуте. 7 июня 2010 года Гризманн был приглашён в сборную для участия в чемпионате Европы (до 19 лет). На этом турнире Антуан отметился двумя забитыми мячами. А Франция в итоге стала чемпионом на родной земле, обыграв в финале национальную команду Испании со счётом 2:1.
Впервые за сборную Франции Антуан сыграл 5 марта 2014 года против сборной Нидерландов (2:0), выйдя на поле с первых минут и был заменён на 68 минуте. 1 мая 2014 года в товарищеской игре против сборной Парагвая (1:1) забил свой первый гол за национальную команду. Отметился дублем в разгромном матче против сборной Ямайки 8:0.
На чемпионате мира 2014 года провёл 5 матчей. Забил один гол в 1/8 финала в матче со сборной Нигерии — после подачи углового на 90 минуте матча мяч принял Карим Бензема, отдал длинную передачу на Гризманна, который пяткой красиво закатил мяч в ворота мимо вратаря и одного из защитников, сам матч закончился со счётом 2:0 в пользу французов. В четвертьфинале сборная Франции со счётом 0:1 проиграла будущим победителям чемпионата — Германии.
Выступая в составе сборной на чемпионате Европы 2016, стал лучшим игроком и бомбардиром турнира. Забив шесть голов в одном турнире, Гризманн вышел на второе место по этому показателю после Мишеля Платини.
На чемпионате мира 2018 года Гризманн был системообразующим игроком сборной Франции, ставшей в итоге победительницей турнира. Принял участие во всех матчах команды, забив при этом четыре гола, в том числе в финальном матче с хорватской сборной. По итогам турнира Гризманн получил «Бронзовый мяч».
9 ноября 2022 года был включён в официальную заявку сборной Франции для участия в матчах чемпионата мира 2022 года в Катаре. За семь матчей на турнире Гризманн отдал три голевые передачи, вместе со сборной дошёл до финала, где проиграли сборной Аргентине в серии послематчевых пенальти.
В конце сентября 2024 года в своих социальных сетях объявил об окончании карьеры в сборной Франции.

## Стиль игры
Главный технический директор УЕФА Йоан Лупеску, возглавлявший группу технических наблюдателей, назвал Гризманна лучшим игроком Евро-2016, сказав, что он «много работает для своей команды, обладает техникой, видением и качественным умением завершать моменты», а также назвал его «создававшим угрозу в каждой игре, в которой он играл». Антуан Гризманн является быстрым, современным и универсальным нападающим. Он считается «командным игроком», и благодаря своим техническим навыкам способен играть на нескольких позициях в основной атакующей линии или за ней. Умеет организовывать игру между нападающими и полузащитниками, и при этом забивать много голов. Гризманн использовался в качестве основного нападающего, центрального атакующего полузащитника, а также в качестве вингера на обоих флангах. Несмотря на свой небольшой рост, Гризманн может результативно играть и своей головой.

## Вне футбола

### Личная жизнь
Женат на Эрике Чоперене, испанке из Страны Басков, с которой познакомился в декабре 2011 года. Они поженились 15 июня 2017 года. У них родился первый ребёнок, дочь по имени Миа, 8 апреля 2016 года. Второй ребёнок пары — Амаро, названный в честь деда Антуана Амаро Лопеса, родился 8 апреля 2019 года. 8 апреля 2021 года у пары родился третий ребёнок, дочь по имени Альба. Таким образом, у всех троих детей Гризманна один и тот же день рождения. Гризманн является католиком. У Антуана есть сестра Мод, выжившая во время парижских атак в ноябре 2015 года (она находилась в театре «Батаклан»), которые произошли, когда футболист играл против Германии на стадионе «Стад де Франс», который также был местом взрыва во время тех же атак. Также у Гризманна есть младший брат Тео, он играет в футбол за французский любительский клуб. В 2015 году Тео создал бренд спортивной одежды GZ Brand. Отец Антуана Ален стал президентом футбольного клуба «Макон» в 2020 году, за который Антуан играл в юности. Кумиром детства Гризманна является Дэвид Бэкхэм.
Со времён Гризманна в «Реал Сосьедаде» он сильно привязался к Уругваю. Его любовь к этой стране пробудили тогдашний тренер «Сосьедада» Мартин Ласарте и товарищ по команде Карлос Буэно, которые являются уругвайцами. Буэно однажды сказал о любви Гризманна к Уругваю: «С ним я начал смотреть матчи каждый день, он полюбил Уругвай и смотрел все матчи „Пеньяроля“». На ЧМ-2018 Гризманн забил гол, выбив Уругвай из четвертьфинала, после чего прокомментировал: «Я не хотел праздновать на поле. Я очень рад, но также печален за моих товарищей по команде [из „Атлетико“]. Это был мой первый матч против Уругвая, поэтому было много эмоций». Также Антуан Гризманн является большим фанатом спортивных клубов в структуре «Барселоны», он поддерживает баскетбольную «Барселону», женскую «Барселону», юношескую «Барселону», а также гандбольную «Барселону».

### Прочее
Антуан Гризманн имеет спонсорское соглашение с немецкой компанией Puma, производящей спортивную экипировку, он появлялся в рекламных роликах этой компании. С декабря 2017 года Гризманн играет в персональной версии бутс от Puma. В 2019 году в честь 10-летия игры Гризманна на профессиональном уровне Puma выпустила специальную серию бутс «Grizi 10-year edition». Также Гризманн сотрудничал с различными компаниями, Beats By Dre, Head & Shoulders, Gillette и Huawei. В декабре 2020 года Гризманн официально разорвал отношения с Huawei, после того, как компанию обвинили в использовании подневольного труда уйгуров на своих фабриках. Также Huawei подозревают в организации слежки за уйгурами.
В январе 2020 года Антуан Гризманн вместе с братом Тео основал собственную киберспортивную организацию Grizi Esport. Эта организация имеет киберспортивные команды в таких играх как Tom Clancy’s Rainbow Six Siege, Fortnite и FIFA. В мае 2021 года Гризманн стал послом Pari Mutuel Urbain — французского букмекера, ориентированного на конные скачки. Кроме того Гризманн имеет несколько лошадей, которые также участвуют в скачках. В том же месяце Гризманн вместе с партнёром по «Барселоне» Жераром Пике стал инвестором компании Sorare — платформы для коллекционирования карточек игроков, которых можно купить за криптовалюту. В июне 2021 года Гризманн стал амбассадором коллекционной карточной игры Yu-Gi-Oh!.

## Достижения

### Командные
«Реал Сосьедад»
- Победитель Сегунды: 2009/10

«Атлетико Мадрид»
- Обладатель Суперкубка Испании: 2014
- Победитель Лиги Европы УЕФА: 2017/18
- Обладатель Суперкубка УЕФА: 2018

«Барселона»
- Обладатель Кубка Испании: 2020/21

Сборная Франции (до 19 лет)
- Чемпион Европы (до 19 лет): 2010

Сборная Франции
- Серебряный призёр чемпионата Европы: 2016
- Чемпион мира: 2018
- Победитель Лиги наций УЕФА: 2020/21
- Серебряный призёр чемпионата мира: 2022

### Личные
- Лучший бомбардир в истории «Атлетико Мадрид»: 196 голов[9]
- Входит в состав символической сборной чемпионата Европы 2010 среди юношей до 19 лет[34]
- Футболист года в Европе по версии Onze Mondial: 2015[35]
- Игрок месяца Ла Лиги (8): январь 2015, апрель 2015, сентябрь 2016, март 2017, февраль 2018, декабрь 2018, март 2023, ноябрь 2023
- Лучший игрок Ла Лиги по версии болельщиков: 2015/16[36]
- Входит в состав символической сборной Ла Лиги по версии УЕФА: 2015/16[37]
- Лучший игрок Ла Лиги: 2015/16[38]
- Лучший бомбардир чемпионата Европы: 2016 (6 мячей)[39]
- Лучший игрок чемпионата Европы 2016[40]
- Входит в состав символической сборной чемпионата Европы 2016 по версии УЕФА[41]
- Футболист года во Франции: 2016[42]
- Лучший игрок Лиги Европы УЕФА: 2017/18[43]
- Обладатель «Бронзового мяча» чемпионата мира 2018[44]
- Обладатель «Серебряной бутсы» чемпионата мира 2018[45]
- Входит в состав символической сборной УЕФА 2022 года по версии IFFHS[46]

### Награды
- Кавалер Ордена Почётного легиона (2018)[47][48]

## Статистика выступлений

### Клубная
| Выступление      | Выступление      | Выступление      | Лига | Лига | Кубок | Кубок | Еврокубки | Еврокубки | Прочие | Прочие | Итого | Итого |
| Клуб             | Лига             | Сезон            | Игры | Голы | Игры  | Голы  | Игры      | Голы      | Игры   | Голы   | Игры  | Голы  |
| ---------------- | ---------------- | ---------------- | ---- | ---- | ----- | ----- | --------- | --------- | ------ | ------ | ----- | ----- |
| Реал Сосьедад    | Сегунда          | 2009/10          | 39   | 6    | 1     | 0     | —         | —         | —      | —      | 40    | 6     |
| Реал Сосьедад    | Ла Лига          | 2010/11          | 37   | 7    | 2     | 0     | —         | —         | —      | —      | 39    | 7     |
| Реал Сосьедад    | Ла Лига          | 2011/12          | 35   | 7    | 3     | 1     | —         | —         | —      | —      | 38    | 8     |
| Реал Сосьедад    | Ла Лига          | 2012/13          | 34   | 10   | 1     | 1     | —         | —         | —      | —      | 35    | 11    |
| Реал Сосьедад    | Ла Лига          | 2013/14          | 35   | 16   | 7     | 3     | 8         | 1         | —      | —      | 50    | 20    |
| Реал Сосьедад    | Итого            | Итого            | 180  | 46   | 14    | 5     | 8         | 1         | —      | —      | 202   | 52    |
| Атлетико Мадрид  | Ла Лига          | 2014/15          | 37   | 22   | 5     | 1     | 9         | 2         | 2      | 0      | 53    | 25    |
| Атлетико Мадрид  | Ла Лига          | 2015/16          | 38   | 22   | 3     | 3     | 13        | 7         | —      | —      | 54    | 32    |
| Атлетико Мадрид  | Ла Лига          | 2016/17          | 36   | 16   | 5     | 4     | 12        | 6         | —      | —      | 53    | 26    |
| Атлетико Мадрид  | Ла Лига          | 2017/18          | 32   | 19   | 3     | 2     | 14        | 8         | —      | —      | 49    | 29    |
| Атлетико Мадрид  | Ла Лига          | 2018/19          | 37   | 15   | 2     | 2     | 8         | 4         | 1      | 0      | 48    | 21    |
| Атлетико Мадрид  | Итого            | Итого            | 180  | 94   | 18    | 12    | 56        | 27        | 3      | 0      | 257   | 133   |
| Барселона        | Ла Лига          | 2019/20          | 35   | 9    | 3     | 3     | 9         | 2         | 1      | 1      | 48    | 15    |
| Барселона        | Ла Лига          | 2020/21          | 36   | 13   | 6     | 3     | 7         | 2         | 2      | 2      | 51    | 20    |
| Барселона        | Ла Лига          | 2021/22          | 3    | 0    | —     | —     | —         | —         | —      | —      | 3     | 0     |
| Барселона        | Итого            | Итого            | 74   | 22   | 9     | 6     | 16        | 4         | 3      | 3      | 102   | 35    |
| Атлетико Мадрид  | Ла Лига          | → 2021/22        | 26   | 3    | 1     | 1     | 9         | 4         | —      | —      | 36    | 8     |
| Атлетико Мадрид  | Ла Лига          | → 2022/23        | 38   | 15   | 4     | 0     | 6         | 1         | —      | —      | 48    | 16    |
| Атлетико Мадрид  | Ла Лига          | 2023/24          | 33   | 16   | 4     | 1     | 10        | 6         | 1      | 1      | 48    | 24    |
| Атлетико Мадрид  | Ла Лига          | 2024/25          | 38   | 8    | 5     | 2     | 10        | 6         | 3      | 1      | 56    | 17    |
| Атлетико Мадрид  | Итого            | Итого            | 135  | 42   | 14    | 4     | 35        | 17        | 4      | 2      | 188   | 65    |
| Всего за карьеру | Всего за карьеру | Всего за карьеру | 569  | 204  | 55    | 27    | 115       | 49        | 10     | 5      | 749   | 285   |

1. ↑  Суперкубок Испании, Клубный чемпионат мира

### Сборная
| Сборная | Год   | Матчи | Голы |
| ------- | ----- | ----- | ---- |
| Франция | 2014  | 14    | 5    |
| Франция | 2015  | 10    | 1    |
| Франция | 2016  | 15    | 8    |
| Франция | 2017  | 10    | 5    |
| Франция | 2018  | 18    | 7    |
| Франция | 2019  | 11    | 4    |
| Франция | 2020  | 8     | 3    |
| Франция | 2021  | 16    | 9    |
| Франция | 2022  | 15    | 0    |
| Франция | 2023  | 10    | 2    |
| Франция | 2024  | 10    | 0    |
| Общее   | Общее | 137   | 44   |

### Матчи за сборную
| №  | Дата             | Оппонент             | Счёт        | Голы | Соревнование             |
| -- | ---------------- | -------------------- | ----------- | ---- | ------------------------ |
| 1  | 5 марта 2014     | Нидерланды           | 2:0         | —    | Товарищеский матч        |
| 2  | 27 мая 2014      | Норвегия             | 4:0         | —    | Товарищеский матч        |
| 3  | 1 июня 2014      | Парагвай             | 1:1         | 1    | Товарищеский матч        |
| 4  | 8 июня 2014      | Ямайка               | 8:0         | 2    | Товарищеский матч        |
| 5  | 15 июня 2014     | Гондурас             | 3:0         | —    | Финальные матчи ЧМ-2014  |
| 6  | 20 июня 2014     | Швейцария            | 5:2         | —    | Финальные матчи ЧМ-2014  |
| 7  | 25 июня 2014     | Эквадор              | 0:0         | —    | Финальные матчи ЧМ-2014  |
| 8  | 30 июня 2014     | Нигерия              | 2:0         | —    | Финальные матчи ЧМ-2014  |
| 9  | 4 июля 2014      | Германия             | 0:1         | —    | Финальные матчи ЧМ-2014  |
| 10 | 4 сентября 2014  | Испания              | 1:0         | —    | Товарищеский матч        |
| 11 | 11 октября 2014  | Португалия           | 2:1         | —    | Товарищеский матч        |
| 12 | 14 октября 2014  | Армения              | 3:0         | 1    | Товарищеский матч        |
| 13 | 14 ноября 2014   | Албания              | 1:1         | 1    | Товарищеский матч        |
| 14 | 18 ноября 2014   | Швеция               | 1:0         | —    | Товарищеский матч        |
| 15 | 26 марта 2015    | Бразилия             | 1:3         | —    | Товарищеский матч        |
| 16 | 29 марта 2015    | Дания                | 2:0         | —    | Товарищеский матч        |
| 17 | 7 июня 2015      | Бельгия              | 3:4         | —    | Товарищеский матч        |
| 18 | 13 июня 2015     | Албания              | 0:1         | —    | Товарищеский матч        |
| 19 | 4 сентября 2015  | Португалия           | 1:0         | —    | Товарищеский матч        |
| 20 | 7 сентября 2015  | Сербия               | 2:1         | —    | Товарищеский матч        |
| 21 | 8 октября 2015   | Армения              | 4:0         | 1    | Товарищеский матч        |
| 22 | 11 октября 2015  | Дания                | 2:1         | —    | Товарищеский матч        |
| 23 | 13 ноября 2015   | Германия             | 2:0         | —    | Товарищеский матч        |
| 24 | 17 ноября 2015   | Англия               | 0:2         | —    | Товарищеский матч        |
| 25 | 25 марта 2016    | Нидерланды           | 3:2         | 1    | Товарищеский матч        |
| 26 | 29 марта 2016    | Россия               | 4:2         | —    | Товарищеский матч        |
| 27 | 4 июня 2016      | Шотландия            | 3:0         | —    | Товарищеский матч        |
| 28 | 10 июня 2016     | Румыния              | 2:1         | —    | Финальные матчи ЧЕ-2016  |
| 29 | 15 июня 2016     | Албания              | 2:0         | 1    | Финальные матчи ЧЕ-2016  |
| 30 | 19 июня 2016     | Швейцария            | 0:0         | —    | Финальные матчи ЧЕ-2016  |
| 31 | 26 июня 2016     | Ирландия             | 2:1         | 2    | Финальные матчи ЧЕ-2016  |
| 32 | 3 июля 2016      | Исландия             | 5:2         | 1    | Финальные матчи ЧЕ-2016  |
| 33 | 7 июля 2016      | Германия             | 2:0         | 2    | Финальные матчи ЧЕ-2016  |
| 34 | 10 июля 2016     | Португалия           | 0:1 (д. в.) | —    | Финальные матчи ЧЕ-2016  |
| 35 | 1 сентября 2016  | Италия               | 3:1         | —    | Товарищеский матч        |
| 36 | 6 сентября 2016  | Беларусь             | 0:0         | —    | Отборочные матчи ЧМ-2018 |
| 37 | 7 октября 2016   | Болгария             | 4:1         | 1    | Отборочные матчи ЧМ-2018 |
| 38 | 10 октября 2016  | Нидерланды           | 1:0         | —    | Отборочные матчи ЧМ-2018 |
| 39 | 11 ноября 2016   | Швеция               | 2:1         | —    | Отборочные матчи ЧМ-2018 |
| 40 | 25 марта 2017    | Люксембург           | 3:1         | 1    | Отборочные матчи ЧМ-2018 |
| 41 | 28 марта 2017    | Испания              | 0:2         | —    | Товарищеский матч        |
| 42 | 2 июня 2017      | Парагвай             | 5:0         | 1    | Товарищеский матч        |
| 43 | 9 июня 2017      | Швеция               | 1:2         | —    | Отборочные матчи ЧМ-2018 |
| 44 | 31 августа 2017  | Нидерланды           | 4:0         | 1    | Отборочные матчи ЧМ-2018 |
| 45 | 3 сентября 2017  | Люксембург           | 0:0         | —    | Отборочные матчи ЧМ-2018 |
| 46 | 7 октября 2017   | Болгария             | 1:0         | —    | Отборочные матчи ЧМ-2018 |
| 47 | 10 октября 2017  | Беларусь             | 2:1         | 1    | Отборочные матчи ЧМ-2018 |
| 48 | 10 ноября 2017   | Уэльс                | 2:0         | 1    | Товарищеский матч        |
| 49 | 14 ноября 2017   | Германия             | 2:2         | —    | Товарищеский матч        |
| 50 | 23 марта 2018    | Колумбия             | 2:3         | —    | Товарищеский матч        |
| 51 | 27 марта 2018    | Россия               | 3:1         | —    | Товарищеский матч        |
| 52 | 28 мая 2018      | Ирландия             | 2:0         | —    | Товарищеский матч        |
| 53 | 1 июня 2018      | Италия               | 3:1         | 1    | Товарищеский матч        |
| 54 | 9 июня 2018      | США                  | 1:1         | —    | Товарищеский матч        |
| 55 | 16 июня 2018     | Австралия            | 2:1         | 1    | Финальные матчи ЧМ-2018  |
| 56 | 21 июня 2018     | Перу                 | 1:0         | —    | Финальные матчи ЧМ-2018  |
| 57 | 26 июня 2018     | Дания                | 0:0         | —    | Финальные матчи ЧМ-2018  |
| 58 | 30 июня 2018     | Аргентина            | 4:3         | 1    | Финальные матчи ЧМ-2018  |
| 59 | 6 июля 2018      | Уругвай              | 2:0         | 1    | Финальные матчи ЧМ-2018  |
| 60 | 10 июля 2018     | Бельгия              | 1:0         | —    | Финальные матчи ЧМ-2018  |
| 61 | 15 июля 2018     | Хорватия             | 4:2         | 1    | Финальные матчи ЧМ-2018  |
| 62 | 6 сентября 2018  | Германия             | 0:0         | —    | Лига наций УЕФА          |
| 63 | 9 сентября 2018  | Нидерланды           | 2:1         | —    | Лига наций УЕФА          |
| 64 | 11 октября 2018  | Исландия             | 2:2         | —    | Товарищеский матч        |
| 65 | 16 октября 2018  | Германия             | 2:1         | 2    | Лига наций УЕФА          |
| 66 | 16 ноября 2018   | Нидерланды           | 0:2         | —    | Лига наций УЕФА          |
| 67 | 20 ноября 2018   | Уругвай              | 1:0         | —    | Товарищеский матч        |
| 68 | 22 марта 2019    | Молдова              | 4:1         | 1    | Отборочные матчи ЧЕ-2020 |
| 69 | 25 марта 2019    | Исландия             | 4:0         | 1    | Отборочные матчи ЧЕ-2020 |
| 70 | 2 июня 2019      | Боливия              | 2:0         | 1    | Товарищеский матч        |
| 71 | 8 июня 2019      | Турция               | 0:2         | —    | Отборочные матчи ЧЕ-2020 |
| 72 | 11 июня 2019     | Андорра              | 4:0         | —    | Отборочные матчи ЧЕ-2020 |
| 73 | 7 сентября 2019  | Албания              | 4:1         | —    | Отборочные матчи ЧЕ-2020 |
| 74 | 10 сентября 2019 | Андорра              | 3:0         | —    | Отборочные матчи ЧЕ-2020 |
| 75 | 11 октября 2019  | Исландия             | 1:0         | —    | Отборочные матчи ЧЕ-2020 |
| 76 | 14 октября 2019  | Турция               | 1:1         | —    | Отборочные матчи ЧЕ-2020 |
| 77 | 14 ноября 2019   | Молдова              | 2:1         | —    | Отборочные матчи ЧЕ-2020 |
| 78 | 17 ноября 2019   | Албания              | 2:0         | 1    | Отборочные матчи ЧЕ-2020 |
| 79 | 5 сентября 2020  | Швеция               | 1:0         | —    | Лига наций УЕФА          |
| 80 | 8 сентября 2020  | Хорватия             | 4:2         | 1    | Лига наций УЕФА          |
| 81 | 7 октября 2020   | Украина              | 7:1         | 1    | Товарищеский матч        |
| 82 | 11 октября 2020  | Португалия           | 0:0         | —    | Лига наций УЕФА          |
| 83 | 14 октября 2020  | Хорватия             | 2:1         | 1    | Лига наций УЕФА          |
| 84 | 11 ноября 2020   | Финляндия            | 0:2         | 1    | Товарищеский матч        |
| 85 | 14 ноября 2020   | Португалия           | 1:0         | —    | Лига наций УЕФА          |
| 86 | 17 ноября 2020   | Швеция               | 4:2         | —    | Лига наций УЕФА          |
| 87 | 24 марта 2021    | Украина              | 1:1         | 1    | Отборочные матчи ЧМ-2022 |
| 88 | 28 марта 2021    | Казахстан            | 2:0         | —    | Отборочные матчи ЧМ-2022 |
| 89 | 31 марта 2021    | Босния и Герцеговина | 1:0         | 1    | Отборочные матчи ЧМ-2022 |
| 90 | 2 июня 2021      | Уэльс                | 3:0         | 1    | Товарищеский матч        |
| 91 | 8 июня 2021      | Болгария             | 3:0         | 1    | Товарищеский матч        |
| 92 | 15 июня 2021     | Германия             | 1:0         | —    | Групповые матчи ЧЕ-2020  |
| 93 | 19 июня 2021     | Венгрия              | 1:1         | 1    | Групповые матчи ЧЕ-2020  |
| 94 | 23 июня 2021     | Португалия           | 2:2         | —    | Групповые матчи ЧЕ-2020  |
| 95 | 28 июня 2021     | Швейцария            | 3:3 (4:5)   | —    | Финальные матчи ЧЕ-2020  |

Итого: 96 матчей / 38 голов; 66 побед, 16 ничьих, 13 поражений.